# Ситара (фильм)
«Сита́ра» (телугу సితార, англ. Sitaara) — индийский фильм-мелодрама 1983 года режиссёра Вамси по его собственному роману Mahal lo Kokila, снятый в оригинале на языке телугу. Художник-постановщик — Тхота Тхарани. Фильм является дебютом танцовщицы и киноактрисы Бхануприи. Картина получила три Национальных кинопремии и была представлена на Индийском международном кинофестивале в 1984 году.
Фильм был профессионально переведён и дублирован на русский язык и вышел в широкий прокат в СССР в июне 1990 года.

## Сюжет
Профессиональный фотограф Девадас случайно встречает в поезде красивую, но печальную женщину, едущую без билета. Он помогает ей с деньгами и пытается завязать разговор. Она избегает говорить о своём прошлом, а в большом городе ей некуда идти. Назвав незнакомку Ситарой, что значит «Звезда», Девадас предлагает ей убежище в своём доме. Видя фотогеничность Ситары, Девадас начинает фотографировать её и помогает ей стать моделью и киноактрисой.
По мере того, как продолжается их сотрудничество, возрастает привязанность Девадаса к Ситаре. Во время съёмок одного из фильмов Ситара наотрез отказывается ехать в один из богатых деревенских дворцов, и получает выговор от продюсера. Расстроенный Девадас просит Ситару объясниться, что заставляет её рассказать о своём трагическом прошлом.
Ситара рассказывает, что её зовут Кокила, она — сестра Чандера — заминдара (помещика, землевладельца) этого дворца. Она росла, окружённая роскошью и всеобщим уважением. Её брат Чандер обанкротился и скрывал это от жителей деревни, надеясь выиграть дело в суде, восстановить богатство и честь семьи.
Однажды во время праздника Наваратри в деревню приезжает труппа драматических артистов с целью выступлений и заработка. Их первое выступление по обычаю должно состояться в доме заминдара. Но Чандер в отъезде, и некому посмотреть представление и вознаградить артистов. Артисты убеждают самого молодого из них — танцовщика Раджу — выступить перед закрытыми дверями дворца заминдара, хотя его это раздражает. Во время танца Раджу его случайно увидела Ситара и почувствовала симпатию к нему. Раджу замечает, что Ситара наблюдает за ним, и на следующий день он танцует с ещё большим энтузиазмом, чем удивляет своих коллег.
Постепенно Ситара влюбляется в Раджу, и они вместе идут на деревенскую ярмарку. Узнав об этом, Чандер посылает наёмных убийц убить танцовщика. Ситара, не в силах противостоять брату, молча страдает. Одновременно с этим Чандер проигрывает дело в суде. Боясь потерять престиж, Чандер кончает жизнь самоубийством, искусно замаскировав под убийство с целью ограбления. Ситара сбегает из дома и уезжает из деревни, сев на первый попавшийся поезд, в котором её и встретил Девадас.
Узнав о прошлом Ситары, Девадас старается ей помочь. Он возвращается в её родную деревню и пытается узнать правду о случившемся. Девадас узнаёт, что Раджу не был убит и пытается увидеться с ним. Оставшись одна в городе, Ситара узнаёт из интервью в прессе, что Девадас хотел жениться на ней. Опасаясь, что с Девадасом тоже может случиться беда, Ситара не выдерживает ожидания и совершает попытку самоубийства. Раджу узнаёт, что Ситара разыскивает его, и приходит в город. В конце фильма Девадасу удаётся воссоединить влюблённых Ситару и Раджу.

## В ролях
| Актёр             | Роль                         |
| ----------------- | ---------------------------- |
| Бхануприя         | Ситара / Кокила              |
| Суман             | танцовщик Раджу              |
| Сарат Бабу        | заминдар Чандер, брат Ситары |
| Судхакар          | фотограф Девадас             |
| Шрирам            |                              |
| Дж. В. Сомаяджулу |                              |
| Раллапалли        |                              |
| Сакши Ранга Рао   |                              |
| Малликарджуна Рао |                              |

Роли дублировали: Л. Голийко, А. Подубинский, С. Свечников, Б. Романов, В. Панарин, В. Болотов

## Саундтрек
Все тексты написаны Ветури Сундарарама Мурти, вся музыка написана Илаяраджей.
| №  | Название                    | Исполнители                           | Длительность |
| -- | --------------------------- | ------------------------------------- | ------------ |
| 1. | «Omkaara Panjara Sukhee»    | С. П. Баласубраманъям                 |              |
| 2. | «Jilibili Palukulu»         | С. П. Баласубраманъям, С. Джанаки     |              |
| 3. | «Kinnerasaani Vachindammaa» | С. П. Баласубраманъям, С. П. Сайладжа |              |
| 4. | «Kukukoo Kukukoo»           | С. П. Баласубраманъям                 |              |
| 5. | «Nee Gaanam»                | С. Джанаки                            |              |
| 6. | «Vennello Godari Andam»     | С. Джанаки                            |              |

## Награды
- Национальная кинопремия за лучший фильм на языке телугу[англ.] — Вамси[англ.][1]
- Национальная кинопремия за лучший женский закадровый вокал — С. Джанаки[англ.] — «Vennello Godari Andam»[1]
- Национальная кинопремия за лучший монтаж — Анил Малнад[1]